# Surera del Mas de les Moreres
La surera del mas de les Moreres (Quercus suber) és un arbre que es troba a Cornudella de Montsant (el Priorat), el qual és especialment singular per la raresa que constitueix la presència d'un exemplar d'aquesta espècie (a més de les seues dimensions) al Priorat i, més concretament, al sud-est d'aquesta comarca, on es considera una autèntica excepció d'àmbit biogeogràfic.

## Dades descriptives
- Perímetre del tronc a 1,30 m: 3,54 m.
- Perímetre de la base del tronc: 5,24 m.[1]
- Alçada: 12,5 m.
- Amplada de la capçada: 15,8 m.
- Altitud sobre el nivell del mar: 498 m.

## Entorn
S'emplaça en unes antigues feixes de secà amb bardisses molt denses, on podem observar lleterassa, esparreguera boscana, rogeta, perpètua, estepa blanca, matabou, lletsó, esbarzer, gavarra, parra americana, argelaga, càdec, aladern fals, pi blanc i alzina. Un fill d'aquesta surera creix a uns 50 metres a l'est. És força bell i les seues dimensions, tot i que no són excepcionals, el fan vistós. També es veuen altres sureres, això sí, de dimensions molt discretes, a l'entorn dels dos individus grans, formant una mixtura amb peus intercalats d'alzina.

## Aspecte general
Presenta bon estat general, tot i que passa set, i això es manifesta en un fullatge de dimensions més reduïdes en comparació amb altres sureres que habiten en millors condicions tant de sol com de pluja. Algun branquilló i alguna branca secundària estan secs, però a causa de l'escassetat hídrica esmentada, i no pas per la presència de plagues o malalties, ja que, pel que fa a aquest punt, l'arbre sembla que està perfectament sa. Quant a l'escorça, el tronc i el brancatge, gaudeix de salut i no s'hi aprecien ni càries ni ferides de cap mena. Està espelagrinada parcialment i té una cadolla o petit bassal a l'enforcadura. Fou declarat arbre monumental l'any 2005.

## Curiositats
Aquesta surera fou plantada pels volts de 1820-1830 per la família que vivia en aquell moment al mas. La surera del mas de les Moreres, segons Lluís Martorell, nascut al mas, sembla que va ser plantada per la família Rodes, anteriors propietaris de la finca. Està situada en una obaga del sud del mas que li ha donat el nom, en un turó, per sobre dels conreus abandonats d'avellaners. Aquest mas va servir de base durant la darrera Guerra Civil espanyola per a diferents missions: les colònies escolars de Reus, el cos de Tren, escola de metralladores, hospital de malalts i hospital de ferits.

## Accés
Des de la carretera T-702, d'Alforja a Poboleda, cal deixar el cotxe al trencall situat al punt quilomètric 49,8, molt a prop de la rotonda que ens duu al veïnat de Les Moreres, i agafar la pista a mà esquerra, que s'enfila penya amunt. S'ha de caminar aproximadament 750 metres, fins a albirar, cim amunt i a uns 200 metres de la pista, aquest arbre, que es veu des de la carretera. GPS 31T 0324268 4566177.